# Casa de los Morlanes
La casa de los Morlanes en la plaza de San Carlos de Zaragoza (Aragón, España) es un edificio del siglo XVI del que se desconocen tanto su autor como su primer propietario. Tanto M. de la Sala Valdés como J. Camón Aznar han apuntado la posibilidad de que perteneciese a los Morlanes, familia de insignes juristas y artistas que poseían varias casas en esta zona, aunque este dato aún no ha sido confirmado documentalmente. Pudo ser construida por uno de ellos, Gil Morlanes el Viejo-
El único dato confirmado es que la decoración en yeso de su fachada principal se terminó en 1555. Esta fachada, realizada en ladrillo sobre un zócalo de sillar, es lo único que queda de la construcción original, ya que el interior del inmueble ha sido totalmente renovado. 
La fachada se encuentra dividida en tres pisos. La planta baja presenta un ingreso abierto en arco de medio punto, que conserva las jambas de piedra, y cuatro vanos adintelados y enrejados. La planta noble presenta vanos adintelados y flanqueados por estípites que sostienen frontones semicirculares y triangulares. Por último, la planta superior presenta una clásica galería de arcos de medio punto doblados, con óculos en los antepechos y enjutas, que viene rematada por un alero volado. 
La decoración se concentra en torno a los vanos de la planta noble, donde se observan variados motivos vegetales y figurativos (grutescos, guirnaldas, angelotes, etc.), que según algunos autores, como Santiago Sebastián, encerrarían un pensado programa iconográfico de corte humanístico, que calificaría al palacio como morada regia.